# Бруно III фон Кверфурт
Бруно III фон Кверфурт (на немски: Bruno III (V) von Querfurt; * ок. 1280; † 3 септември 1367, Динклар, Хановер, Прусия,) от фамилията на графовете Кверфурти на род Мансфелд е господар на Кверфурт-Наумбург.

## Произход
Той е син на Герхард II фон Кверфурт († сл. 1300) и съпругата му графиня Луитгард фон Регенщайн († сл. 1274), дъщеря на граф Улрих I фон Регенщайн († 1265/1267) и графиня Лукард фон Грибен († 1273/1280). Внук е на бургграф Гебхард V фон Кверфурт († 1240) и съпругата му фон Вернигероде. Сестра му Луитгард/Лукардис фон Кверфурт († 1294) се омъжва за граф и бургграф Фридрих VI фон Байхлинген († 1313).
Бруно III е дядо на Албрехт IV фон Кверфурт, архиепископ на Магдебург (1383 – 1403), и Буркхард фон Кверфурт, епископ на Мерзебург (1382 – 1384).

## Фамилия
Бруно III се жени през 1306 г. за Мехтилд фон Барби-Мюлинген (* ок. 1278), дъщеря на граф Албрехт IV фон Барби († сл. 1312) и Луитгард фон Хонщайн († сл. 1279). Те имат две деца:
- Гебхард IV фон Кверфурт-Наумбург (XIV) († 25 ноември 1383), женен I. за графиня Елизабет фон Мансфелд († 21 декември 1358), II. сл. 6 април 1362 г. за графиня Хелена фон Шварцбург († сл. 1363), III. пр. 15 януари 1369 г. за Мехтилд (Юта) фон Шварцбург-Бланкенбург († 1370/1372/1381)
- Юта фон Кверфурт († сл. 31 октомври 1370), омъжена за граф Хайнрих VI фон Глайхен-Tona († сл. 6 февруари 1379)